# Джеймс Брус
Джеймс Брус (на английски: James Bruce) е шотландски лекар, пътешественик-изследовател, писател.

## Биография

### Произход и младежки години (1730 – 1762)
Роден е на 14 декември 1730 година в семейното имение Кинейрд Хаус, Стърлингшър, Шотландия. През 1753 г. завършва Единбургския университет. Съпругата му умира през октомври 1754, девет месеца след сватбата им и Брус тръгва да пътува из Испания и Португалия. В двореца Ескориал проучва ориенталски ръкописи, което го подтиква да се заеме усилено с изучаване на арабски език, перфектното усвояване на който ще му помогне много в проведените по-късно от него експедиции в арабския свят.

### Изследователска дейност (1762 – 1773)

#### Пътувания в Северна Африка (1762 – 1766)
През 1762 г. Брус прекарва шест месеца в Италия, където се запознава с античната архитектура, а през март пристига в Алжир, където е назначен за британски консул и продължава с изследването, събирането и сортирането на антични предмети. През следващите четири години обхожда цялото средиземноморско крайбрежие на Африка, изследвайки руините от римския период, изучавайки източни езици и източна медицина.
През 1765 г. е вече в Триполи, като преди това минава през Тунис. След кратко пребиваване в Бенгази, пристига на остров Крит, а след това се насочва към Сирия, където посещава древните градове Палмира и Баалбек. Отличното владеене на арабския език и университетската му подготовка като лекар, която практикува по време на пътуванията си, спомагат извънредно много за бързото и лесно общуване с местното население и способстват за успеха на начинанието му.
През 1766 г., обогатен с много нови знания за античната култура, Брус се завръща в Шотландия и замисля нова експедиция в Африка. На практика тя става първата европейска експедиция във вътрешността на континента, преследваща чисто научни цели и при това с направление за решаване на конкретна географска задача – откриване изворите на Нил.

#### Експедиция по Нил и в Етиопия (1768 – 1773)
През юни 1768 г. Брус пристига в Александрия, посещава Тива и пирамидата на Рамзес III. През октомври 1768 се изкачва по Нил до Кена (26º 10` с.ш.), пресича Арабската пустиня до Кусейр на Червено море, обхожда с кораб северния му бряг и покрай арабското крайбрежие през септември 1769 г. достига до Масауа, като по този начин изследва над 3000 km от бреговете на Червено море. От Масауа през Адуа и Аксум на 14 февруари 1770 достига до Гондар, където по това време върлува епидемия от едра шарка и Брус със своите медицински познания се включва активно в справянето с болестта, като по този начин спечелва доверието на етиопския император.
В продължение на две години обхожда големи територии от Абисиния (Етиопия) и на 14 ноември 1770 г. вторично открива езерото Тана, като установява, че от него изтича река Абай (Сини Нил).
През 1772 г. Брус поема обратния път за родината. Спуска се по Сини Нил до сливането му с Бели Нил, след това покрай Нил до Абу Хамед (19°32′ с. ш. 33°19′ и. д. / 19.533333° с. ш. 33.316667° и. д.), пресича Нубийската пустиня, през ноември достига до Асуан, през януари 1773 е в Кайро, а през март – вече във Франция, където е посрещнат възторжено и му е признато правото на първооткривател на изворите на Сини Нил.

### Последни години (1773 – 1794)
След хладното му посрещане в Англия Брус се оттегля в имението си в Шотландия и написва изключително увлекателна книга за своето пет годишно пътешествие, която излиза от печат в Единбург през 1790 г., четири години преди смъртта му: „Travels to discover the source of the Nile in the years 1768 – 1773“, Vol. 1 – 5, Edinburgh, 1790. (в превод: „Пътешествие с цел откриване изворите на Нил през 1768 – 1773“).
Умира на 27 април 1794 година в имението си на 63-годишна възраст.